# 鲍勃·佩里
鲍勃·佩里（英語：Bob Perry，1933年3月17日—），生于加利福尼亚州洛杉矶，美国男子网球运动员。他曾联同唐·坎迪获得1956年法国网球公开赛男子双打冠军。他在退役后成为教练。